# Дипломатически мисии на Алжир
Алжир има дипломатически мисии в 82 държави.

## Европа
- Австрия
  - Виена (посолство)
- Белгия
  - Брюксел (посолство)
- България
  - София (посолство)
- Великобритания
  - Лондон (посолство)
- Германия
  - Берлин (посолство)
  - Бон (генерално консулство)
- Гърция
  - Атина (посолство)
- Дания
  - Копенхаген (посолство)
- Испания
  - Мадрид (посолство)
  - Аликанте (генерално консулство)
- Италия
  - Рим (посолство)
  - Неапол (генерално консулство)
- Нидерландия
  - Хага (посолство)
- Полша
  - Варшава (посолство)
- Португалия
  - Лисабон (посолство)
- Румъния
  - Букурещ (посолство)
- Русия
  - Москва (посолство)
- Сърбия
  - Белград (посолство)
- Украйна
  - Киев (посолство)
- Унгария
  - Будапеща (посолство)
- Франция
  - Париж (посолство)
  - Лил (генерално консулство)
  - Лион (генерално консулство)
  - Марсилия (генерално консулство)
  - Страсбург (генерално консулство)
  - Безансон (консулство)
  - Бобини (консулство)
  - Бордо (консулство)
  - Витри сюр Сен (консулство)
  - Гренобъл (консулство)
  - Мец (консулство)
  - Монпелие (консулство)
  - Нантер (консулство)
  - Нант (консулство)
  - Ница (консулство)
  - Понтоаз (консулство)
  - Сен Етиен (консулство)
  - Тулуза (консулство)
- Чехия
  - Прага (посолство)
- Швейцария
  - Берн (посолство)
  - Женева (генерално консулство)
- Швеция
  - Стокхолм (посолство)

## Северна Америка
- Канада
  - Отава (посолство)
  - Монреал (консулство)
- Куба
  - Хавана (посолство)
- Мексико
  - Мексико (посолство)
- САЩ
  - Вашингтон (посолство)

## Южна Америка
- Аржентина
  - Буенос Айрес (посолство)
- Бразилия
  - Бразилия (посолство)
- Колумбия
  - Богота (посолство)
- Перу
  - Лима (посолство)
- Чили
  - Сантяго де Чиле (посолство)

## Африка
- Ангола
  - Луанда (посолство)
- Буркина Фасо
  - Уагадугу (посолство)
- Габон
  - Либървил (посолство)
- Гана
  - Акра (посолство)
- Гвинея
  - Конакри (посолство)
- Египет
  - Кайро (посолство)
- Етиопия
  - Адис Абеба (посолство)
- Зимбабве
  - Хараре (посолство)
- Камерун
  - Яунде (посолство)
- Кения
  - Найроби (посолство)
- Демократична република Конго
  - Киншаса (посолство)
- Република Конго
  - Бразавил (посолство)
- Кот д'Ивоар
  - Абиджан (посолство)
- Либия
  - Триполи (посолство)
  - Сабха (генерално консулство)
- Мавритания
  - Нуакшот (посолство)
  - Ниадибу (генерално консулство)
- Мадагаскар
  - Антананариво (посолство)
- Мали
  - Бамако (посолство)
  - Гао (генерално консулство)
- Мароко
  - Рабат (посолство)
  - Казабланка (генерално консулство)
  - Уджда (генерално консулство)
- Мозамбик
  - Мапуто (посолство)
- Намибия
  - Виндхук (посолство)
- Нигер
  - Ниамей (посолство)
  - Агедез (генерално консулство)
- Нигерия
  - Абуджа (посолство)
- Сенегал
  - Дакар (посолство)
- Судан
  - Хартум (посолство)
- Танзания
  - Дар ес Салаам (посолство)
- Тунис
  - Тунис (посолство)
  - Гафса (генерално консулство)
  - Ел Кеф (генерално консулство)
- Уганда
  - Кампала (посолство)
- Чад
  - Н'джамена (посолство)
- РЮА
  - Претория (посолство)

## Азия
- Бахрейн
  - Манама (посолство)
- Виетнам
  - Ханой (посолство)
- Индия
  - Ню Делхи (посолство)
- Индонезия
  - Джакарта (посолство)
- Иран
  - Техеран (посолство)
- Ирак
  - Багдад (посолство)
- Йемен
  - Сана (посолство)
- Йордания
  - Аман (посолство)
- Катар
  - Доха (посолство)
- Китай
  - Пекин (посолство)
- Кувейт
  - Кувейт (посолство)
- Ливан
  - Бейрут (посолство)
- Малайзия
  - Куала Лумпур (посолство)
- Обединени арабски емирства
  - Абу Даби (посолство)
- Оман
  - Маскат (посолство)
- Пакистан
  - Исламабад (посолство)
- Саудитска Арабия
  - Рияд (посолство)
  - Джида (генерално консулство)
- Сирия
  - Дамаск (посолство)
- Турция
  - Анкара (посолство)
  - Истанбул (генерално консулство)
- Узбекистан
  - Ташкент (посолство)
- Южна Корея
  - Сеул (посолство)
- Япония
  - Токио (посолство)

## Океания
- Австралия
  - Канбера (посолство)

## Междудържавни организации
- - Адис Абеба - Африкански съюз
  - Брюксел - ЕС
  - Кайро - Арабска лига
  - Женева - ООН
  - Ню Йорк - ООН